# Bunker
Bunker je manjša obrambna utrdba, v kateri je nameščeno pehotno in artilerijsko orožje.

## Delitev bunkerjev

### Po vrsti orožja
- strojnični,
- topniški,
- topovsko-strojnični.

### Po vrsti ognja
- čelni,
- bočni,
- krožni,
- za protiletalski boj.

### Po materialu in odpornosti
- lahki,
- okrepljeni,
- težki.

## Primerki bunkerjev
- Bunker nemške podmorniške flote v Bordeauxu
- Bunker na Češkem
- Bunker za eno osebo ob progi na Poljskem
- Bunkerji v Nantesu (Francija)
- Nemški bunker iz II. svetovne vojne na francoski obali
- Bunker iz španske državljanske vojne
- Nemški bunker na danski obali
- Lewis Tower (iz leta 1835) z nemškim bunkerjem iz II. svetovne vojne (1940-1945). Dodatna utrditev izgrajena med okupacijo  v  St Ouen's Bay, Jersey
- Bunkerji v Albaniji
- Strelna lina za mitraljez, Finska